# Nordpazifischer Seestern

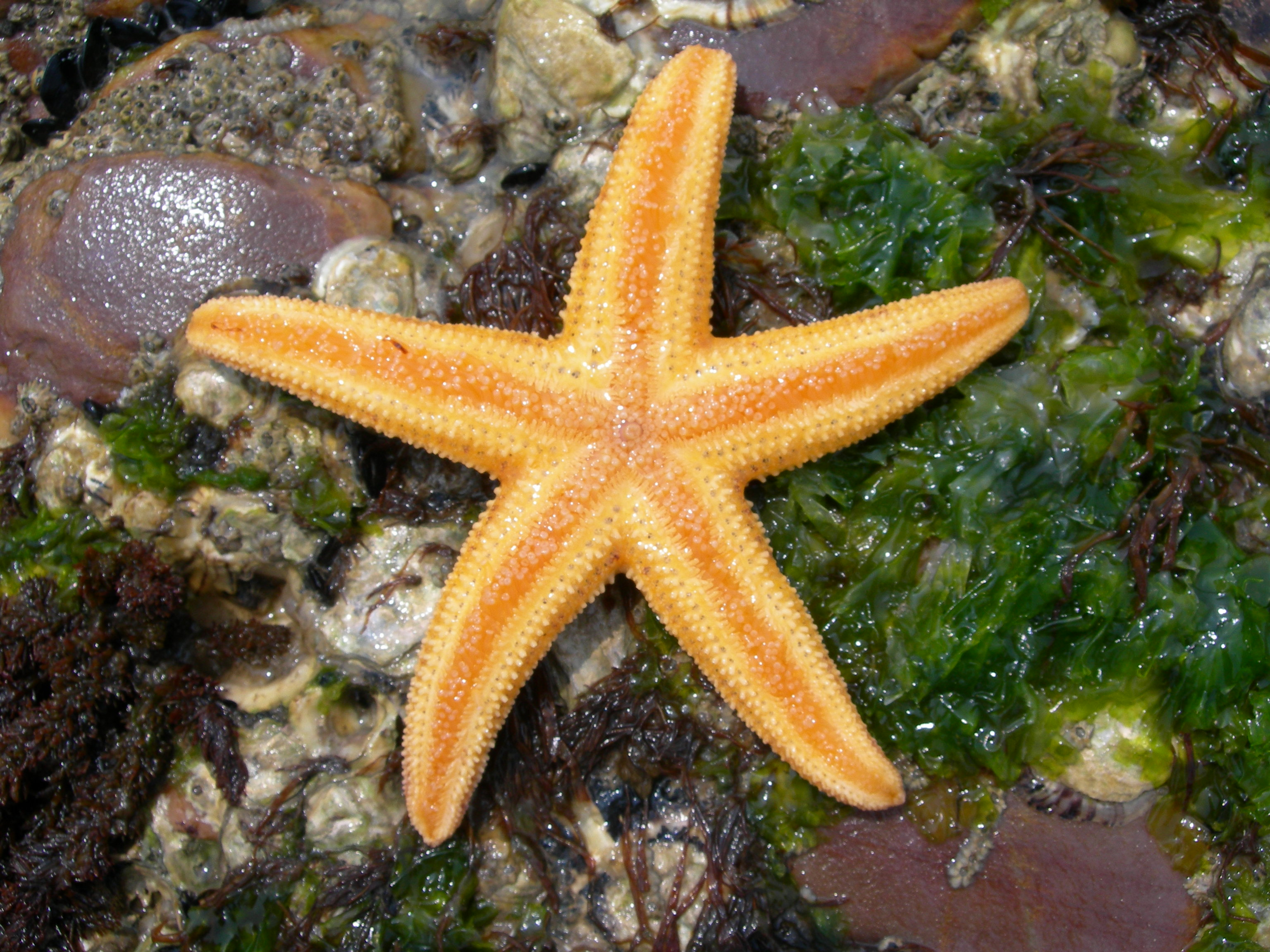
Unterseite von Asterias amurensis

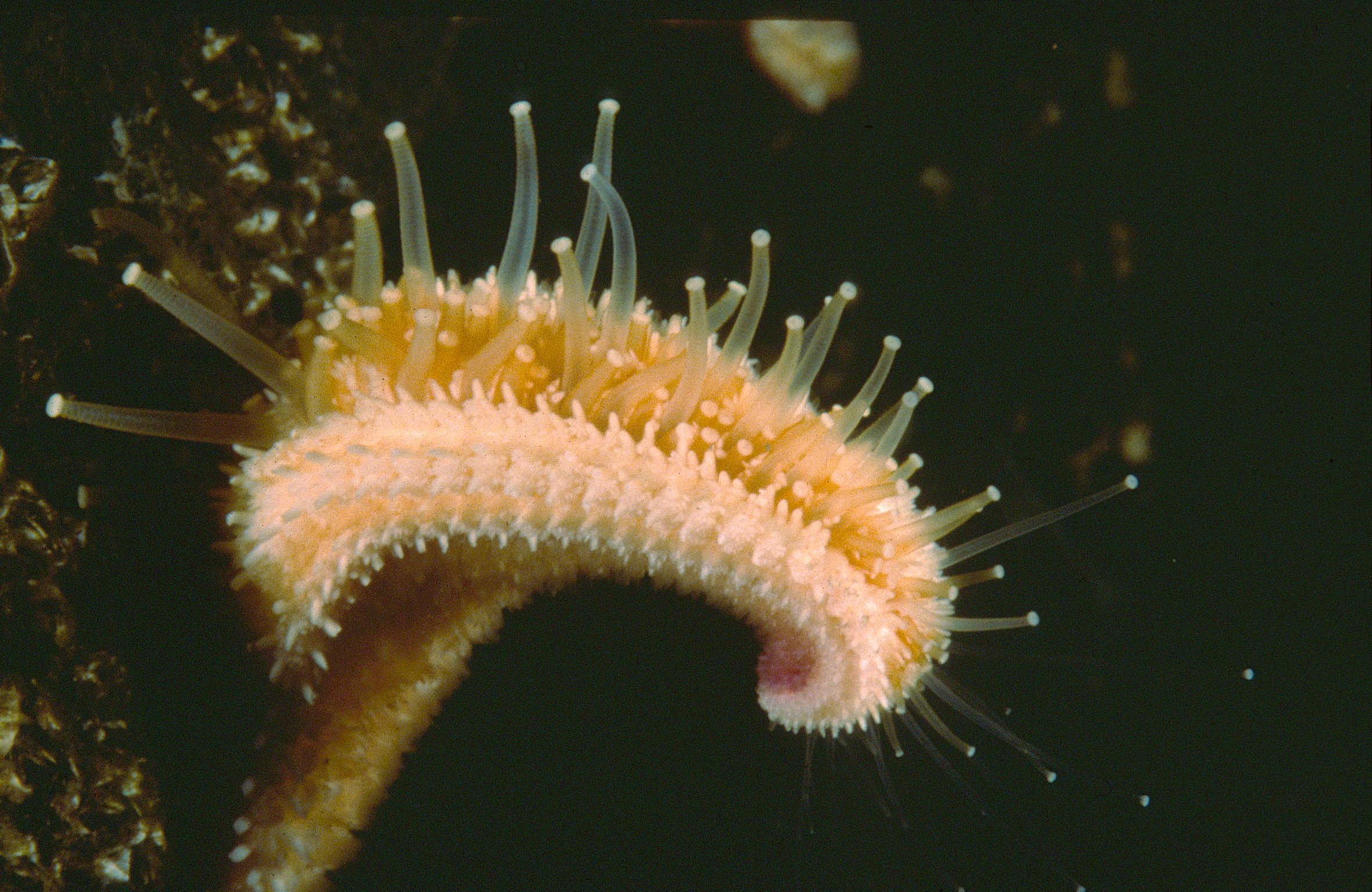
Saugfüßchen von Asterias amurensis

Der Nordpazifische Seestern (Asterias amurensis) ist eine Art der Seesterne aus der Ordnung der Zangensterne (Forcipulatida), der an den Küsten Chinas, Koreas, Russlands und Japans heimisch ist. Er ist als invasive Art in andere Erdteile verschleppt worden, darunter Australien, Nordamerika und Europa.

## Merkmale
Der Nordpazifische Seestern erreicht einen Durchmesser von bis zu 50 cm und hat fünf Arme, deren Enden nach oben gebogen sind. Die Oberseite ist orange bis gelb, manchmal violett gefärbt. Die Arme sind mit unregelmäßig angeordneten Stacheln versehen. Von jedem Arm verläuft eine Reihe Stacheln in Form eines Fächers bis in die Mitte des Seesterns. Auch auf der Unterseite jedes Arms verläuft entlang der Ambulacralfurche eine Reihe Stacheln.

## Lebensraum
Der Nordpazifische Seestern ist an den Küsten des Pazifik in Japan, Russland, dem nördlichen China und Korea heimisch. Als invasive Art tritt er an der südlichen Küste Australiens, in Tasmanien, Alaska, den Aleuten, Europa und Maine (USA) auf. Er kommt in Flussmündungen und geschützten Bereichen der Küstenzonen bis 220 m Tiefe vor und bevorzugt Temperaturen von 7 ºC bis 10 ºC, doch ist er in Australien in Küstenbereichen mit durchschnittlich 22 ºC warmem Wasser zu finden. Er verträgt Temperaturen von 0 ºC bis 25 ºC und einen Salzgehalt von 1,87 bis 4,10 Prozent.

## Ernährung
Asterias amurensis frisst vorzugsweise Muscheln, darüber hinaus aber Fischeier und zahlreiche Tiere wie Schnecken, Rankenfußkrebse, Seeigel, Seesterne und Zehnfußkrebse. Kannibalismus kommt bei Nahrungsmangel vor. Der Seestern vermag auch eingegrabene Tiere auszugraben. Die Beute wird extraintestinal verdaut.

## Fortpflanzung
Wie die meisten Seesterne ist Asterias amurensis getrenntgeschlechtlich. Während der Paarungszeit kommen Weibchen und Männchen zusammen und geben ihre Keimzellen ins Wasser ab. Dies ist in Japan zwischen Januar und April und in Russland und Australien zwischen Juni und Oktober. Die im freien Wasser befruchteten Eier entwickeln sich über eine frei schwimmende Bipinnaria-Larve zu einer Brachiolaria-Larve. Je nach Temperatur etwa 41 bis 120 Tagen nach Befruchtung verankert sich die Larve mit ihrer Haftscheibe am Grund und macht die Metamorphose zum Seestern durch.
Sowohl Männchen als auch Weibchen werden bei einem Körperdurchmesser von etwa 3,6 cm bis 5,5 cm geschlechtsreif. Etwa 5 bis 6 Monate im Jahr können Weibchen an ihren orangefarbenen Eierstöcken und den beständig ins Wasser abgegebenen Eizellen erkannt werden. Von einem Weibchen werden etwa 10 bis 25 Millionen Eier produziert. Männchen sind in den 6 Monaten ihrer sexuellen Produktivität im Jahr an der gelblich-braunen Farbe ihrer Hoden erkennbar.

## Feinde
Der Nordpazifische Seestern hat nur wenige Fressfeinde. In Alaska wurden Königskrabben (Paralithodes camtschaticus) beim Fressen nordpazifischer Seesterne beobachtet. In Laborversuchen bevorzugten Tritonshörner (Charonia) den Asterias amurensis gegenüber anderen Arten als Beutetier. Als weiterer möglicher Feind gilt der Japanische Sonnenstern (Solaster paxillatus).

## Ökologische Bedeutung
Als invasive Art hat Asterias amurensis an vielen Orten die Populationen einheimischer Arten von Weichtieren, Stachelhäutern und Krebsen drastisch reduziert. Auf Grund des Verzehrs von Fischeiern wird er in Australien mit Rückgang des gefährdeten Handfisches Brachionichthys hirsutus in Zusammenhang gebracht. Die Verbreitung des Seesterns erfolgt als Larve im Ballastwasser von Schiffen. Auf Grund der großen Bedrohung, die von diesem Seestern für die Artenvielfalt ausgeht, ist Asterias amurensis in die „Liste der 100 schlimmsten invasiven Arten“ (100 of the world’s worst invasive alien species) aufgenommen worden.